# ヘンリー・ボーフォート (第3代サマセット公)
第3代サマセット公ヘンリー・ボーフォート（Henry Beaufort, 3rd Duke of Somerset, 1436年1月26日 - 1464年5月15日）は、イングランドの貴族・軍人。薔薇戦争中のランカスター派の主要な軍司令官である。史書によっては「第2代」となっているものもあるが、これは彼の父が伯父ジョンの死後に爵位を受け継いだのを「継承」ではなく「再創設」とみなした場合の数え方である（ジョンの死後公爵位は1度消滅している）。

## 生涯
1436年、エドムンド・ボーフォートとエレノア・ビーチャム（ウォリック伯リチャード・ド・ビーチャムの娘）との長男として生まれた。エドムンド・ボーフォートは弟、マーガレット・ボーフォートやウォリック伯リチャード・ネヴィルとアン・ビーチャムの娘イザベル・ネヴィル・アン・ネヴィル姉妹は従姉妹で、バッキンガム公ヘンリー・スタフォードは妹マーガレットが産んだ甥、テューダー朝を開いたヘンリー7世は従甥に当たる。
1455年の第1次セント・オールバーンズの戦いでランカスター派として戦ったが重傷を負い、父は殺された。彼は1460年のウェイクフィールドの戦いや1461年2月の第2次セント・オールバーンズの戦いといったランカスター派の勝ち戦では中心的な指揮官として活躍したが、結局1461年3月のタウトンの戦いに敗れ、スコットランドに落ち延びている。
スコットランドに落ち延びたサマセットは、フランスの支援を受けるために大陸に渡ったが交渉は失敗、そこでしばらく拘束された後にフランドルへ行き、スコットランド経由でイングランドに戻った。彼はノーサンバランドのいくつかの城に守備隊を置いていたが、そのうちの一つが攻城戦の末に降伏したことでヨーク派のエドワード4世と和平を結ぶことにした。エドワード4世としては、王位を安定的なものにするためにはランカスター派の指揮官を味方に引き入れる必要があったので、1462年3月10日に赦免して、サマセットの失われた領土と爵位を復活させた。
次の年あたりまでの間、サマセットはエドワード4世に近侍し、宮廷に列席して軍事的なアドバイスをしていた。だが1463年の終わりにランカスター派側にこっそり戻り、急いで北帰して兵隊を集め始めた。そうしてイングランド北辺で翌1464年5月まで持ちこたえたが、ヘクサムの戦いで敗北し間もなく処刑された。遺体はヘクサム修道院に埋葬された。
嫡子が無かったため弟のエドムンドが爵位を継承した。しかしジョアン・ヒルとの非嫡出子チャールズ・サマセットは後に認知されウスター伯となり、子孫はボーフォート公に叙爵された。
| イングランドの爵位            | イングランドの爵位                                     | イングランドの爵位            |
| ----------------------------- | ------------------------------------------------------ | ----------------------------- |
| 先代 エドムンド・ボーフォート | サマセット公 1455年 - 1464年 （1461年 - 1462年：剥奪） | 次代 エドムンド・ボーフォート |
| 先代 エドムンド・ボーフォート | ドーセット伯 1448年 - 1464年 （1461年 - 1462年：剥奪） | 次代 消滅                     |